# Pterolophia excisa
Pterolophia excisa är en skalbaggsart som beskrevs av Stefan von Breuning 1938. Pterolophia excisa ingår i släktet Pterolophia och familjen långhorningar. Inga underarter finns listade i Catalogue of Life.